# Pangasianodon gigas
Poisson-chat géant du Mékong, Silure de verre géant
Espèce
Statut de conservation UICN

 CR  : 
En danger critique
Statut CITES
Pangasianodon gigas, le Poisson-chat géant du Mékong ou le Silure de verre géant, est une espèce de poissons-chats d'eau douce de la famille des Pangasiidae . C'est l'un des dix plus gros poissons d'eau douce de la planète connus. Il est en danger critique d'extinction.
Jusqu'au 21 juin 2022, ce poisson-chat détenait le record d'Asie du Sud-Est du plus grand poisson jamais pêché en eau douce : 3 m pour 293 kg. Le nouveau détenteur du record est une raie Boramy pêchée au Cambodge et qui pèse 300 kg pour 4 m de longueur.

## Description
Un poisson-chat géant du Mékong a été capturé dans le nord de la Thaïlande, le 1er mai 2005. Près de deux mois après cette prise, les pêcheurs ont rapporté à la presse qu'il pesait 293 kg pour 3 m de long. C'est le plus grand poisson-chat géant du Mékong thaï capturé depuis la tenue de registres, commencée en 1981, mais aussi le plus grand poisson-chat jamais pêché en eau douce.
Les poissons-chats géants du Mékong ne sont pas encore bien étudiés, il est donc possible qu'ils puissent atteindre des tailles supérieures.
Il peut vivre plus de 60 ans dans la nature.

## Répartition et habitat
Pangasianodon gigas est endémique du Mékong.

## Alimentation
Ce poisson est herbivore. Il se nourrit de plantes et d'algues qu'il trouve au fond de l'eau.

## Statut de conservation
Endémique à la moitié inférieure du Mékong, ce poisson-chat est en danger d'extinction à cause de la surpêche, ainsi que de la diminution de la qualité de l'eau due au développement et à la construction de barrages à l'amont. Un autre danger qui le menace est son hybridation avec Pangasianodon hypophthalmus pour l'aquaculture.
La Liste rouge de l'UICN le recense comme en danger critique d'extinction, alors que le nombre de spécimens vivant dans la nature n'est pas connu. Les données relatives aux captures indiquent que la population a chuté de 80 % entre 1995 et 2009. Il est également inscrit à l'Annexe I de la CITES, stipulant l'interdiction de la commercialisation internationale de cette espèce.
Dans Anthropologists' Cookbook (1977), Jessica Kuper note l'importance du pa Beuk pour le peuple lao et fait remarquer :
« Dans le passé, cet énorme poisson, qu'on trouve uniquement dans le Mékong, a été assez abondant, mais ces dernières années, le nombre de prises est tombé à quarante puis, trente puis vingt, et en 1976 peut-être encore moins. C'est triste car il s'agit d'un poisson noble et mystérieux, vénéré par les Lao. »
La pêche du poisson-chat géant du Mékong est illégale en Thaïlande, au Laos et au Cambodge, mais les interdictions semblent inefficaces et le poisson continue à être capturé dans ces trois pays. Toutefois, en reconnaissance de la menace d'extinction de l'espèce, près de 60 pêcheurs thaïlandais ont décidé d'arrêter la capture des poissons-chats en danger en juin 2006, pour marquer le 60e anniversaire de l'accession au trône du roi de Thaïlande Bhumibol Adulyadej.
La Thaïlande est le seul pays à autoriser la pêche pour l'élevage personnel. Ceci contribue à sauver l'espèce des lacs, l'achat d'alevins par le programme d'élevage gouvernemental générant un revenu supplémentaire qui permet au programme de reproduction de fonctionner.
Si des lacs de pêche comme le Bung Sam Ran à Bangkok possèdent des spécimens atteignant 140 kg, la plupart font 18 kg. Quelques sociétés se spécialisent dans la capture des plus gros poissons. Ces poissons ne sont pas agressifs mais habitués aux forts courants du Mékong ; ils sont très puissants.
On peut également voir le poisson-chat géant du Mékong dans la rivière de Bangkok, en allant les nourrir aux temples ; le plus gros spécimen repéré à ce jour pèse approximativement 25 kg.
Cette espèce doit atteindre 50-70 kg pour se reproduire, mais ne se reproduit pas dans les lacs. Le Département de la pêche en Thaïlande a lancé un programme d'élevage pour renouveler les stocks du Mékong, il reste encore à voir si les poissons fraient en captivité.
Entre 1970 et 2012, le nombre d'individus a chuté de 94 %.

## Classification
Le nom valide complet (avec auteur) de ce taxon est Pangasianodon gigas Chevey (d), 1931.
Certaines sources estiment que P. gigas appartient au genre Pangasius, tandis que d'autres le classent dans Pangasianodon. Ceci est dû à la variabilité de la reconnaissance du niveau de Pangasianodon, parfois considéré comme un sous-genre de Pangasius ou parfois en tant que genre à part entière.[réf. nécessaire]
Le suffixe "odon" fait référence à ses dents, présentes seulement pendant les deux premières années de sa vie. Après leur perte, il se retrouve avec ses seules gencives, à la différence de la plupart des autres poissons-chats dont les dents plaquettes ressemblent à du papier de verre. L'absence de dents est l'un des moyens simples pour identifier un poisson-chat géant du Mékong.[réf. nécessaire]
Ce taxon porte en français le nom vernaculaire ou normalisé suivant : Silure de verre géant,.
Pangasianodon gigas a pour synonymes :
- Pangasius gigas (Chevey, 1931)
- Pangasius paucidens Fang & Chaux, 1949

### Étymologie
Son épithète spécifique, du grec ancien γίγας, gígas, « géant », fait référence à sa très grande taille dépassant les 2,5 m (et connu pour atteindre 3,2 m et 300 kg ; et l'un des plus grands poissons d'eau douce au monde).

### Publication originale
- P. Chevey, « Sur un nouveau silure géant du Bassin du Mékong Pangasianodon gigas nov. g., nov. sp. », Bulletin de la Société Zoologique de France, Paris, vol. 55, no 7,‎ 1930, p. 536-542 (ISSN 0037-962X, e-ISSN 2540-329X).